# Handwritten
Handwritten é o álbum de estreia do artista musical canadense Shawn Mendes. O seu lançamento ocorreu em 14 de abril de 2015, através da Island Records.  Produzido pelo próprio em conjunto com Louis Biancaniello, Craven J, Daylight, Teddy Geiger, Scott Harris, Daniel Parker, Martin Terefe, Glen Scott, Sam Watters e Ido Zmishlany, o disco debutou no topo da tabela musical estadunidense Billboard 200 com 106 mil unidades vendidas, fazendo de Mendes o artista mais jovem desde Justin Bieber a liderar o periódico.

## Antecedentes
Após assinar contrato com a Island Records, em junho de 2014, Mendes lançou seu primeiro single, "Life of the Party", que alcançou a posição de número 24 na Billboard Hot 100. Em 28 do mês seguinte, foi lançado o extended play (EP) The Shawn Mendes EP.
Em 20 de novembro de 2015, Handwritten foi relançado com o subtítulo Revisited; o produto inclui cinco músicas gravadas ao vivo no Greek Theatre e quatro faixas inéditas.

## Singles
"Life of the Party" foi lançada como o primeiro single de The Shawn Mendes EP em 25 de junho de 2014, servindo também como a primeira faixa de trabalho de Handwritten. Em 30 de junho de 2014 foi lançado na Vevo um vídeo contendo a letra da canção e imagens de Mendes no restaurante George Street. Em 10 de março de 2015, foi lançado o vídeo musical oficial.
"Something Big" foi lançada como o segundo foco promocional do álbum em 7 de novembro de 2014. O seu vídeo musical foi lançado quatro dias depois na Vevo, sendo o primeiro oficial de Mendes.
"Stitches" foi lançada em 5 de maio de 2015, como o terceiro e último single do álbum. Debutou na 89.ª colocação da Billboard Hot 100 e rendeu a Mendes sua primeira canção a listar-se entre os dez primeiros, atingindo o quarto porto como melhor.
"I Know What You Did Last Summer", colaboração com Camila Cabello, foi lançada como single do relançamento do disco em 18 de novembro de 2015. Obteve a vigésima posição como melhor na Billboard Hot 100.

## Lista de faixas
| N.º            | Título                        | Compositor(es)                                  | Produtor(es)                    | Duração |  |
| 1.             | "Life of the Party"           | Ido Zmishlany, Scott Harris                     | Zmishlany                       | 3:35    |  |
| 2.             | "Stitches"                    | Daniel Parker, Teddy Geiger, Daniel Kyriakides  | Daylight, Geiger, Parker        | 3:27    |  |
| 3.             | "Never Be Alone"              | Shawn Mendes, Harris, Martin Terefe, Glen Scott | Terefe                          | 3:36    |  |
| 4.             | "Kid in Love"                 | Mendes, Zmishlany, Harris                       | Zmishlany, Terefe               | 3:46    |  |
| 5.             | "I Don't Even Know Your Name" | Mendes, Harris, Terefe, Geoffrey Warburton      | Terefe                          | 3:00    |  |
| 6.             | "Something Big"               | Mendes, Zmishlany, Harris                       | Zmishlany                       | 2:41    |  |
| 7.             | "Strings"                     | Mendes, Harris, Emily Warren                    | Louis Biancaniello, Sam Watters | 3:11    |  |
| 8.             | "Aftertaste"                  | Mendes, Harris, Warren                          | Biancaniello, Watters           |         |  |
| 9.             | "Air" (com Astrid S)          | Harris, Warren                                  | Craven J, Harris                | 3:14    |  |
| 10.            | "Crazy"                       | Mendes, Warburton, Terefe                       | Mendes, Terefe                  | 3:12    |  |
| 11.            | "A Little Too Much"           | Mendes                                          | Zmishlany                       | 3:07    |  |
| 12.            | "This Is What It Takes"       | Mendes, Warburton, Terefe, Zmishlany, Harris    | Terefe                          | 3:50    |  |
| Duração total: | Duração total:                | Duração total:                                  | Duração total:                  | 39:29   |  |

## Créditos
Lista-se abaixo os profissionais envolvidos na elaboração de Handwritten, de acordo com o portal Allmusic:
| - Blossom Berkofsky: fotografia - Ziggy Chareton: A&R - Chris Gehringer: masterização - Teddy Geiger: composição - Scott Harris: composição - Jessica Kelly: design - Daniel Kyriakides: composição - David Massey: A&R - Shawn Mendes: composição, vocais - Daniel Parker: composição - Andy Proctor: produção do encarte - Gabrielle Rosen: A&R | - Todd Russell: direção de arte, design - Glen Scott: composição - Martin Terefe: composição - Meredith Truax: fotografia - Keith R. Tucker: A&R - Josiah Vandien: fotografia - Geoffrey Warburton: composição - Emily Warren: composição - Craven J: composição - Ido Zmshlany: composição |

## Desempenho nas tabelas musicais
| Tabela musical (2015)                                  | Melhor posição |
| ------------------------------------------------------ | -------------- |
| Alemanha (Media Control Charts)                        | 43             |
| Austrália (ARIA Charts)                                | 18             |
| Áustria (Ö3 Austria Top 40)                            | 37             |
| Bélgica (Ultratop 50 de Flandres)                      | 23             |
| Bélgica (Ultratop 40 da Valônia)                       | 46             |
| Canadá (Canadian Albums Chart)                         | 1              |
| Dinamarca (Hitlisten)                                  | 7              |
| Escócia (The Official Charts Company)                  | 13             |
| Espanha (Productores de Música de España)              | 2              |
| Estados Unidos (Billboard 200)                         | 1              |
| França (Syndicat National de l'Édition Phonographique) | 125            |
| Grécia (IFPI Grécia)                                   | 30             |
| Irlanda (Irish Recorded Music Association)             | 11             |
| Itália (Federazione Industria Musicale Italiana)       | 25             |
| Noruega (VG-lista)                                     | 1              |
| Nova Zelândia (NZ Top 40 Albums)                       | 18             |
| Países Baixos (MegaCharts)                             | 19             |
| Portugal (Associação Fonográfica Portuguesa)           | 5              |
| Reino Unido (UK Albums Chart)                          | 12             |
| Suécia (Sverigetopplistan)                             | 4              |
| Suíça (Schweizer Hitparade)                            | 26             |

| País (Empresa)             | Certificação |
| -------------------------- | ------------ |
| Áustria (IFPI Áustria)     | Ouro         |
| Canadá (Music Canada)      | Platina      |
| Colômbia (ASINCOL)         | Ouro         |
| Dinamarca (IFPI Dinamarca) | 2× Platina   |
| Estados Unidos (RIAA)      | Platina      |
| Filipinas (PARI)           | 2× Platina   |
| México (AMPROFON)          | Ouro         |
| Noruega (IFPI Noruega)     | Platina      |
| Polônia (ZPAV)             | Ouro         |
| Reino Unido (BPI)          | Ouro         |
| Suécia (GLF)               | Platina      |

## Histórico de lançamento
| País           | Data                | Formato              | Gravadora |
| -------------- | ------------------- | -------------------- | --------- |
| Estados Unidos | 14 de abril de 2015 | CD, download digital | Island    |